# Cobra (barco de 1926)
El Cobra fue un barco balneario de HAPAG, que fue utilizado como minador por la Armada Alemana durante la Segunda Guerra Mundial, naufragando en agosto de 1942.

## Barco balneario
El Cobra fue botado el 14 de enero de 1926 en los astilleros Vulcan en Stettin. Fue utilizado en el servicio marítimo entre Hamburgo, Cuxhaven, Heligoland y Sylt y realizó su viaje inaugural de Hamburgo a Heligoland el 16 de mayo de 1926 Fue el segundo buque de pasaje balneario en llamarse Cobra.  El barco, con un tonelaje bruto de 2.132 y una velocidad de 17 nudos, podría albergar a un total de 1.919 pasajeros. Por su elegancia de diseño y su casco con librea blanca, el Cobra se conocía como el “Cisne del Mar del Norte”.

## Minador de la Kriegsmarine

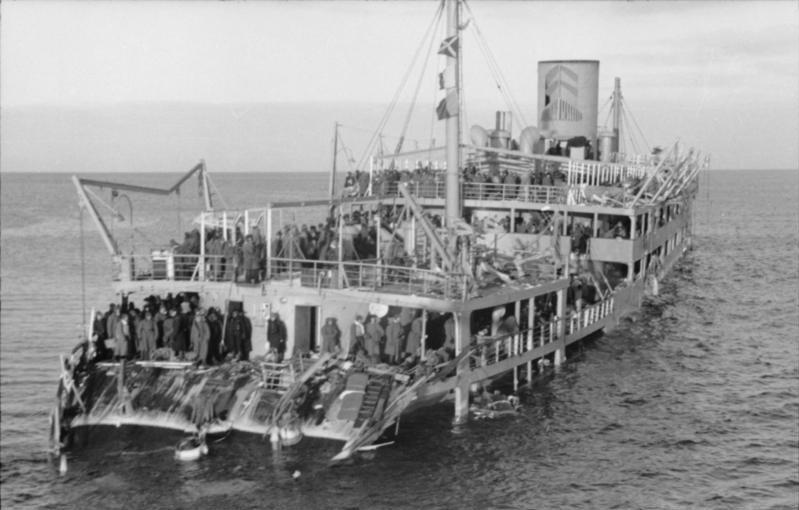
El transporte de tropas soviético Josif Stalin fue dañado por las minas de la barrera de Corbetha durante la evacuación de Hanko en 1941.

El 26 de agosto de 1939, unos días antes de la invasión alemana de Polonia, el Cobra fue requisado por la Kriegsmarine, convertido en minador y armado con dos cañones de tiro rápido de 8,8 cm. El teniente comandante Gerhard Bidlingmaier fue nombrado como su capitán, cargo que ocupó hasta diciembre de 1939.
Tras el estallido de la guerra, sembraron campos de minas en el Mar del Norte y, tras la ocupación de Noruega en abril de 1940, también en las costas noruegas. 
Junto con los Roland y Brummer (ex Olav Tryggvason) sembró entre el 7 y el 8 de agosto de 1940 el campo de minas "SW 1", colocado en el suroeste del Mar del Norte. 
Fue asignado a la 20ª División el 31 de agosto. La flotilla de destructores (minadores) quedó condenada cuando los Express, Esk e Ivanhoe chocaron con minas en un bloqueo que no había sido detectado. El Esk se hundió inmediatamente, el Ivanhoe sufrió graves daños y fue hundido por seguridad al no poder ser remolcado, y el Express perdió su proa pero fue remolcado y quedó fuera de servicio durante más de un año. 
A partir de junio de 1941 fue destinado al Mar Báltico, donde en la última semana de junio desplegó la llamada barrera “Corbetha” en el Golfo de Finlandia, junto con los dos mineros, y también antiguos barcos balneario, Königin Luise y Kaiser. Unas semanas más tarde, la barrera fue reubicada frente al cabo Juminda, en la costa norte de Estonia. Los dos campos de minas provocaron grandes pérdidas a la Armada y la Marina Mercante soviéticas, ya que sus barcos huían de los puertos del Báltico durante el rápido avance de la Wehrmacht (véase Evacuación soviética de Tallin). El comandante del Cobra, el capitán de corbeta Karl-Friedrich Brill, que ocupó este puesto desde enero de 1940 hasta agosto de 1942 y también fue el líder del convoy Minenschiffgruppe Cobra, fue condecorado con la Cruz de Caballero por su servicio.

## Naufragio
Durante un ataque aéreo del XIII Comando de Bombardeo estadounidense  sobre el astillero Wilton en Schiedam, Países Bajos, donde el Cobra estaba en revisión, el buque fue alcanzado por una bomba aérea el 27 de agosto de 1942, volcó y se hundió. Cuatro miembros de la tripulación murieron.

## Modelos a escala fabricados por Köster
El modelista alemán Edmund Köster fabricó modelos a escala 1:400 del Cobra, que serían vendidos en serie. Se fabricaron unas primeras versiones entre 1931 y 1932, para posteriormente crear una versión refinada y más fiel al buque real.